# 3-Méthylpyridine
La 3-méthylpyridine ou 3-picoline est un dérivé méthylé de la pyridine de formule brute C6H7N. Il s'agit d'un des 3 isomères de la méthylpyridine.

## Utilisation
Une grande quantité de 3-méthylpyridine est utilisé comme précurseur de produits agrochimiques et pharmaceutiques: par exemple les insecticides, tel le chlorpyriphos-éthyl, les additifs alimentaire, telle la niacine (vitamine B3) ou la nicotinamide et les herbicides (fusilade).